# Muhallabidzi
Muhallabidzi (771-793) – dynastia gubernatorów Ifrikiji z ramienia kalifów
abbasydzkich. Chociaż byli poddanymi Abbasydów, to cieszyli się dużą autonomią i byli w stanie
utrzymywać arabskie rządy w obliczu buntów Berberów. Nie byli jednak w stanie
zapobiec utworzeniu królestw Idrysydów w Maroku i Rustamidów w
środkowej Algierii.
Pod rządami Muhallabidów Ifrikija doświadczyła znaczących zmian na lepsze w gospodarce i kulturze.
Przede wszystkim ożywiono rolnictwo przez rozwój systemów nawadniających. Dynastia została obalona
w 793 przez bunt wojskowy, a w wynikłej anarchii Aghlabidzi ustanowili siebie władcami
odrębnego emiratu (800-909).